# Stoosh
Albums de Skunk Anansie
Paranoid and Sunburnt
(1995) Post Orgasmic Chill
(1999)
Singles
1. All I Want
Sortie : septembre 1996
2. Twisted (Everyday Hurts)
Sortie : novembre 1996
3. Hedonism (Just Because You Feel Good)
Sortie : février 1997
4. Brazen (Weep)
Sortie : juin 1997

Stoosh est le deuxième album studio du groupe britannique de rock alternatif Skunk Anansie sorti le 7 octobre 1996 sur le label One Little Indian Records.

## Liste des chansons
Toutes les chansons sont écrites et composées par Skin, Ace et Cass (sauf mention contraire).
| No  | Titre                                 | Auteur          | Durée |
| --- | ------------------------------------- | --------------- | ----- |
| 1.  | Hidden Track One Audio                |                 | 2:40  |
| 2.  | Yes It's Fucking Political            |                 | 3:52  |
| 3.  | All I Want                            |                 | 3:52  |
| 4.  | She's My Heroine                      | Skin, Len Arran | 5:04  |
| 5.  | Infidelity (Only You)                 |                 | 6:00  |
| 6.  | Hedonism (Just Because You Feel Good) | Skin, Len Arran | 3:27  |
| 7.  | Twisted (Everyday Hurts)              | Skin, Len Arran | 4:13  |
| 8.  | We Love Your Apathy                   |                 | 5:11  |
| 9.  | Brazen (Weep)                         | Skin, Len Arran | 4:32  |
| 10. | Pickin on Me                          | Skin, Len Arran | 3:15  |
| 11. | Milk Is My Sugar                      |                 | 3:50  |
| 12. | Glorious Pop Song                     |                 | 4:18  |

## Accueil critique
Tom Demalon, d'AllMusic, lui donne 4 étoiles sur 5, affirmant que « la charge frontale » d'activisme politique du groupe « peut être lassante par moments »  mais qu'elle réussit bien dans l'ensemble grâce au son « frénétique mais concentré » et à des textes « supérieurs à la moyenne ». Marc Besse, des Inrockuptibles, estime que Skunk Anansie « s’affirme comme un groupe à la fois capable de brutalité sèche lorsqu’il sculpte ses pamphlets politiques dans l’électricité (Yes, it’s fuckin political) et de glissades langoureuses vers des orchestrations plus sensuelles (Infidelity, Hedonism) » et a le mérite « de botter le cul à un rock assoupi sur ses contrats discographiques en le dotant à nouveau d’une réelle vertu contestataire ». Pour Davey Boy, de Sputnikmusic, qui lui donne 3 étoiles sur 5, le groupe « montre des signes de maturité à travers de meilleures ballades » mais l'album « manque de cohérence et de titres mémorables ». Il met en avant la qualité des titres Twisted (Everyday Hurts), Brazen (Weep) et Infidelity (Only You).

## Certifications
| Pays        | Ventes    | Certification | Date       |
| ----------- | --------- | ------------- | ---------- |
| Allemagne   | 250 000 + | Or            | 1997       |
| Autriche    | 25 000 +  | Or            | 09/10/1997 |
| Belgique    | 25 000 +  | Or            | 1996       |
| France      | 100 000 + | Or            | 17/12/1997 |
| Italie      | 100 000 + | Platine       | 1997       |
| Norvège     | 25 000 +  | Or            | 1997       |
| Pays-Bas    | 50 000 +  | Or            | 1997       |
| Royaume-Uni | 300 000 + | Platine       | 01/07/1997 |
| Suède       | 40 000 +  | Or            | 1997       |
| Suisse      | 25 000 +  | Or            | 1997       |

## Interprètes
- Skin (Deborah Dyer) : chant
- Ace (Martin Ivor Kent): guitare
- Cass (Richard Keith Lewis): basse
- Mark Richardson: batterie, percussions